# Mogiła Trzy Krzyże

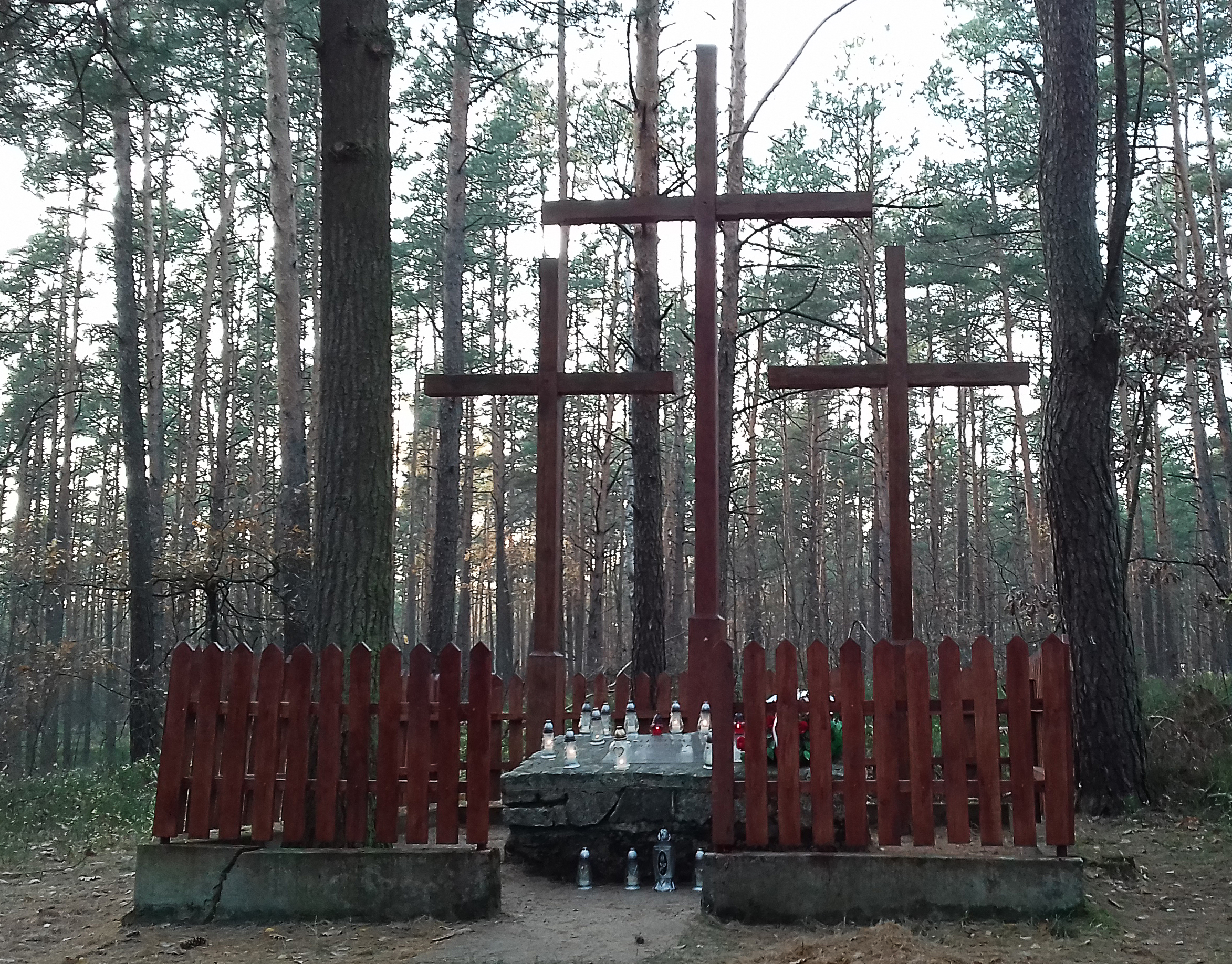
Mogiła Trzy Krzyże.

Mogiła Trzy Krzyże – znajdująca się na skraju rezerwatu przyrody Jedlina mogiła ofiar epidemii, jaka nawiedziła okolice Mińska Mazowieckiego na przełomie XVIII i XIX wieku oraz cmentarz wojenny z okresu powstania listopadowego (1830-1831) i powstania styczniowego (1863-1864). Być może także miejsce spoczynku żołnierzy zmarłych na czerwonkę w roku 1920 (wojna polsko-bolszewicka). Pierwszy z krzyży postawiono prawdopodobnie w 1930 lub 1931 roku, informacje te nie są jednak pewne.
Mogiła znajduje się na Szlaku Niepodległości utworzonym przez Fundację na Rzecz Ochrony Krajobrazu Kulturowego.